# Révolution communiste

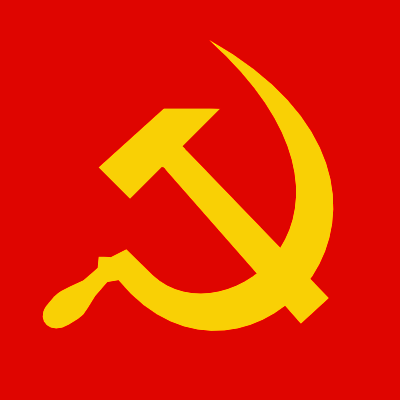
La faucille et le marteau sont un symbole du communisme.

La révolution communiste est une révolution prolétarienne souvent, mais pas nécessairement, inspirée par les idées marxistes qui visent à remplacer le capitalisme par le communisme, généralement avec le socialisme comme étape intermédiaire. L'idée que la révolution prolétarienne est nécessaire est une pierre angulaire du marxisme, pour lequel les travailleurs du monde doivent s'unir et se libérer de l'oppression capitaliste. La classe ouvrière prendra alors le pouvoir pour mettre en place une dictature du prolétariat, phase transitoire qui devra aboutir à une société sans classes et à la phase supérieure de la société communiste.
La forme que doit prendre la révolution - et notamment le rôle de la violence - pas plus que la dictature du prolétariat ou la nature exacte du régime politique issu de la révolution, ne sont pas clairement définies dans la théorie marxiste. Les communistes de gauche et les conseillistes considèrent que les conseils ouvriers doivent être les principales structures organisant la révolution et la société socialiste. A contrario, le léninisme envisage une révolution dirigée par parti politique composé d'une avant-garde de « révolutionnaires professionnels » et disciplinée ; des hommes et des femmes entièrement dévoués à la cause communiste et formant un noyau révolutionnaire.

## Théorie

### Conditions de la révolution communiste

#### Conditions objectives

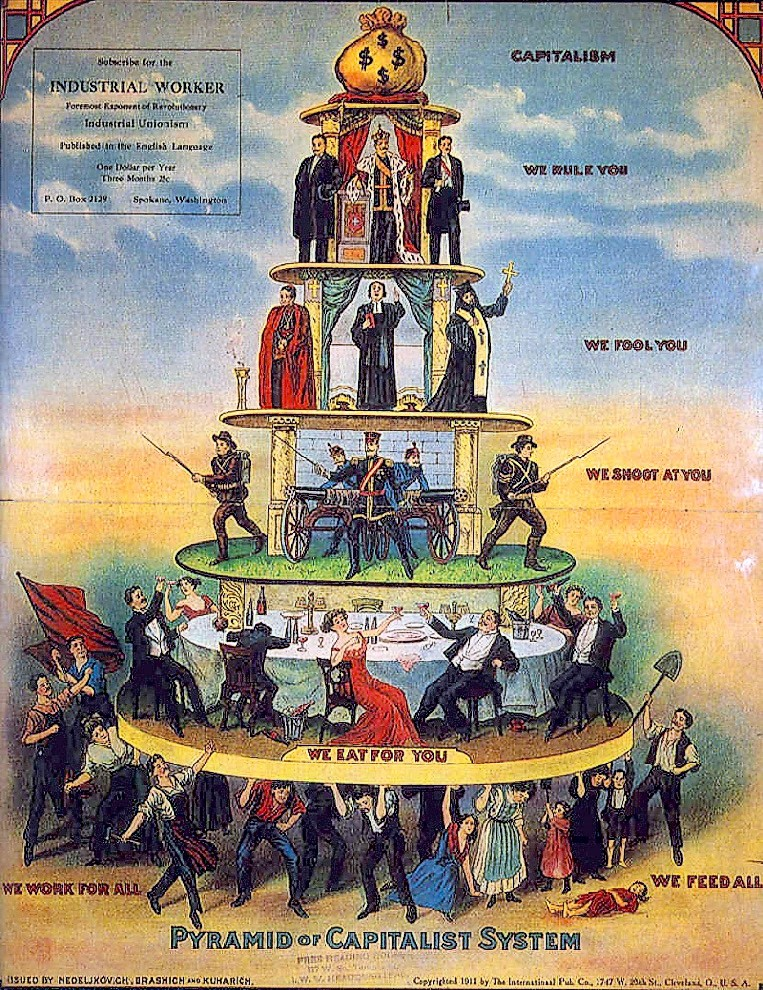
Pyramide du système capitaliste, début du XXe siècle.

Selon la théorie marxiste, l'évolution historique des modes de production nous a conduit au capitalisme, qui est lui-même traversé de contradictions qu'il est incapable de résoudre. Le capitalisme a accru considérablement les forces productives qui permet dès lors abondance et prospérité. Mais la mainmise des capitalistes sur les moyens de production prive les travailleurs d'une gestion collective, démocratique et rationnelle des outils de production. Le capitalisme a détruit les anciens rapports de production et tend à réduire la société à deux classes : le prolétariat et la bourgeoisie. Le premier, composé de ceux qui n'ont que leur force de travail à vendre, est concentré sur des lieux de travail et a des intérêts communs face aux propriétaires des moyens de production. Tout ceci forme les conditions objectives à une révolution sociale en vue de renverser le capitalisme.
On[Qui ?] peut décliner, a priori, deux conditions objectives précises :
- Premièrement, un niveau très élevé de développement des forces productives, qui correspond à la classe ouvrière et aux outils de production. Karl Marx et Friedrich Engels pensaient effectivement que la révolution partirait des pays les plus industrialisés[2].
- Deuxièmement, les crises économiques peuvent ouvrir une crise révolutionnaire qui pourrait bien d’avantager menacer le capitalisme. Ainsi Marx écrivait :

« Lors d’une prospérité générale, au cours de laquelle les forces productives de la société bourgeoise se développent avec toute la luxuriance possible dans les rapports sociaux bourgeois, il ne peut être question de véritable révolution. Celle-ci n’est possible qu’aux périodes où deux facteurs, les forces productives modernes et les formes bourgeoises de production, entrent en conflit les unes avec les autres… Une nouvelle révolution ne sera possible qu’à la suite d’une nouvelle crise : l’une est aussi certaine que l’autre. »
Enfin, les conditions de la révolution sont influencées par l'état de développement du capitalisme dans le pays. Selon Léon Trotsky, conquérir le pouvoir est plus facile dans un pays où le régime est faible, comme en Russie en 1917, mais en revanche la situation une fois au pouvoir est plus difficile pour les révolutionnaires, alors que dans un pays capitaliste avancé, c'est l'inverse.

#### Conditions subjectives
Selon les marxistes[Qui ?], la conscience de classe est absolument nécessaire. Or celle-ci connaît des hauts et des bas. De plus, en plus de cette conscience, il est nécessaire que les militants communistes parviennent à proposer un parti révolutionnaire porteur de la conscience de classe et de la théorie marxiste, d'abord au niveau national, puis rapidement au niveau international, grâce à la construction de l'internationalisme.
« Sans théorie révolutionnaire, pas de mouvement révolutionnaire. »[Qui ?]
Lorsque Trotsky écrit le Programme de transition en 1938, il pense que toutes les conditions objectives sont réunies pour la révolution, et également toutes les conditions subjectives (partis de masses issus de la troisième ou de la deuxième internationale) sauf la direction de ces partis qui n'est pas révolutionnaire. Or, en l'absence de révolution, ce sont les idées nationalistes et réactionnaires qui dominent. D'où sa célèbre formule :
« La crise historique de l'humanité se réduit à la crise de la direction révolutionnaire. »
Plusieurs débats[Lesquels ?] ont eu lieu par la suite pour savoir si ce jugement de Trotsky était toujours valable[réf. nécessaire].

#### Situation révolutionnaire
Lorsque les conditions sont réunies, on peut parler de situation révolutionnaire. Il y a bien sûr un lien entre l'aspect objectif (les conditions matérielles) et l'aspect subjectif (les conditions culturelles i.e les conditions idéologiques), mais ce lien est complexe.
Engels écrit en 1885 que « L’ère périodique des révolutions européennes, 1815, 1830, 1848-1852, 1870, occupe dans notre siècle de quinze à dix-huit années. » Kautsky ajoute en 1905 que « si l’expérience enseigne que le cycle économique s’accomplit en général dans une période de dix années, elle montre que le cycle politique est plus long, qu’il lui faut de quinze à vingt ans. »

### Le sujet révolutionnaire

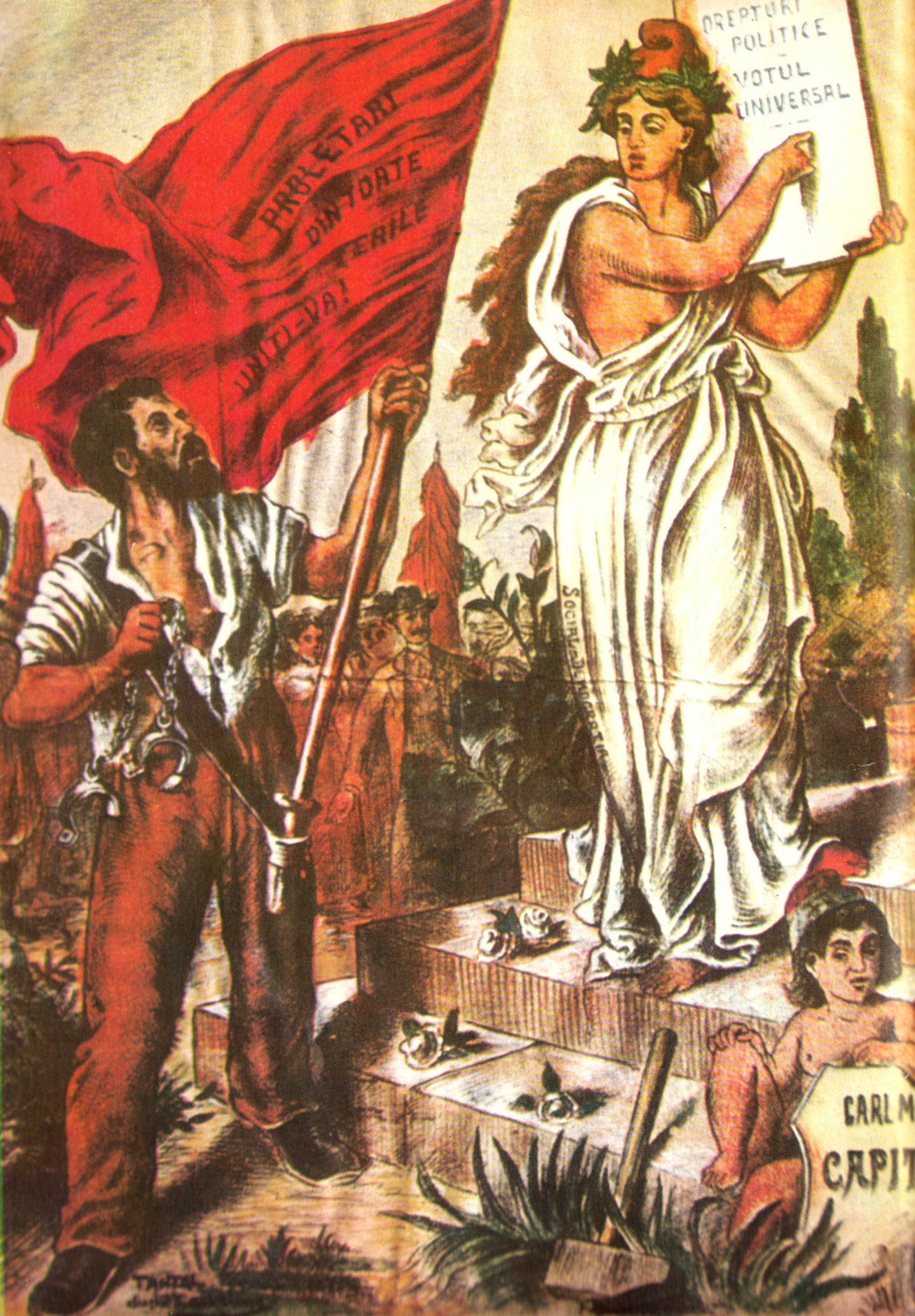
Imagerie socialiste (Roumanie, 1895). Un prolétaire, porteur d'un drapeau rouge orné du slogan prolétaires de tous pays, unissez-vous, fait face à une allégorie de la social-démocratie, qui lui indique les principes des droits politiques et du suffrage universel. L'enfant assis à leurs pieds tient des armoiries portant le titre du Capital de Marx.

Selon les communistes révolutionnaires[Qui ?][Quoi ?], c'est la classe ouvrière (ou prolétariat) qui est porteuse de la révolution communiste : elle est la seule classe sociale ayant la possibilité de renverser le capitalisme car formant la majorité de la population et ayant des intérêts opposés à ceux des capitalistes. Son émancipation ne peut se faire que par l'expropriation de la grande bourgeoisie et la collectivisation des capitaux et des moyens de production. C'est la classe qui est le produit "brut" du capitalisme, et qui doit être son fossoyeur :
« Tous les mouvements historiques ont été, jusqu'ici, accomplis par des minorités ou au profit des minorités. Le mouvement prolétarien est le mouvement spontané de l'immense majorité au profit de l'immense majorité. Le prolétariat, couche inférieure de la société actuelle, ne peut se soulever, se redresser, sans faire sauter toute la superstructure des couches qui constituent la société officielle. »
Toujours selon les communistes révolutionnaires, la petite-paysannerie ou la petite-bourgeoisie sont souvent menacées par l'évolution économique du système. Mais à l'inverse du prolétariat, elles ont quelque chose à conserver dans le capitalisme.
« Les classes moyennes, petits fabricants, détaillants, artisans, paysans, tous combattent la bourgeoisie parce qu'elle est une menace pour leur existence en tant que classes moyennes. Elles ne sont donc pas révolutionnaires, mais conservatrices; bien plus, elles sont réactionnaires : elles cherchent à faire tourner à l'envers la roue de l'histoire. Si elles sont révolutionnaires, c'est en considération de leur passage imminent au prolétariat : elles défendent alors leurs intérêts futurs et non leurs intérêts actuels; elles abandonnent leur propre point de vue pour se placer à celui du prolétariat. »

#### Critique marxienne du "sujet révolutionnaire" intrinsèquement prolétarien
Cependant, certains penseurs marxistes et marxiens remettent en cause ou relativisent le rôle qui serait intrinsèquement (voire par essence) révolutionnaire du prolétariat. Par exemple, l'historien Moishe Postone, en interprétant la pensée de Marx dans un angle particulier, déclare ceci : 
   [Marx] définit bien plutôt le travail productif sous le capitalisme comme travail produisant la survaleur, c'est-à-dire comme contribuant à l'autovalorisation du capital. [...] Loin de glorifier le travail productif, Marx écrit : « La notion de travailleur productif n'inclut donc nullement le seul rapport entre activité et effet utile, entre travailleur et produit du travail, mais en même temps un rapport social spécifique, né de l'histoire, qui appose sur le travailleur le sceau de moyen de valorisation immédiat du capital. Être un travailleur productif n'est donc pus une chance, mais au contraire une déveine ». En d'autres termes, le travail productif est la source structurelle de son autodomination. Dans l'analyse de Marx, le prolétariat reste ainsi structurellement important pour le capitalisme en tant que source de la valeur, mais non pas de la richesse matérielle. Cela est aux antipodes des interprétations traditionnelles concernant le prolétariat : loin de constituer les forces productives socialisées qui entrent en contradiction avec les rapports sociaux capitalistes et qui conduisent du même coup à un possible futur postcapitaliste, la classe ouvrière est pour Marx l'élément constitutif essentiel de ces rapports eux-mêmes. Tant le prolétariat que la classe capitaliste sont liés au capital, mais le prolétariat l'est davantage : on peut imaginer le capital sans capitalistes, mais pas sans le travail créateur de valeur. Selon la logique de l'analyse de Marx, la classe ouvrière, au lieu de porter en elle une possible société future, est la base nécessaire du présent sous lequel il souffre ; il est lié à l'ordre existant d'une manière qui en fait l'objet de l'histoire. Bref, l'analyse que Marx fait de la trajectoire du capital ne montre nullement la possible autoréalisation, dans une société socialiste, du prolétariat comme vrai sujet de l'histoire. Elle présente au contraire la possible abolition du prolétariat et du travail que le prolétariat accomplit comme une condition de l'émancipation.
Le prolétariat étant une personnification du "capital variable" (c'est-à-dire le travail salarié, tandis que le capitaliste personnifie le capital s'auto-valorisant), il est également un acteur interne au développement du capitalisme. Dans un autre article, Moishe Postone précise également ceci : 
Le prolétariat est-il crucial pour le capitalisme ? Oui, absolument. Il est en fait plus crucial pour le capitalisme que la bourgeoisie. Vous pouvez avoir le capitalisme sans bourgeoisie mais vous ne pouvez pas avoir le capitalisme sans le prolétariat. Le dépassement du capitalisme nécessite l'auto-abolition du prolétariat. Cela rend la question de la politique de gauche extrêmement difficile. Comment pouvez-vous parler de l'auto-abolition du prolétariat lorsque les travailleurs sont poussés contre le mur ? Je pense qu'il est très difficile d'essayer de faire la médiation entre la question de la défense des acquis des mouvements ouvriers dans un univers néolibéral, et une position qui évite d'hypostasier la classe ouvrière comme porteuse d'avenir. Je ne prétends pas avoir de réponses faciles à cela, mais je pense que l'abolition de la classe ouvrière est la clé de la libération de l'humanité. Je suis d'accord avec la formulation de Marx.

### Pendant et après la révolution

#### Dictature du prolétariat
Selon les communistes révolutionnaires, l'histoire a démontré que la classe dominante était prête à utiliser tous les recours, y compris la violence d’État pour écraser les révoltés ou les insurgés. C'est ce qui a fait dire à Karl Marx que les régimes politiques dit "bourgeois", au-delà de leurs grandes différences, sont tous fondamentalement une "dictature du capital", qui montre son vrai visage quand l'ordre établi est attaqué. C'est précisément pour cela qu'il a utilisé sa formule militante de "dictature du prolétariat" pour définir les mesures révolutionnaires que le prolétariat devrait prendre pour vaincre les contre-révolutionnaires.

Le courant marxiste du "communisme de conseils" (ou "conseillisme") considère que la dictature du prolétariat s'incarne par les conseils démocratiques (de travailleurs). Les conseils, dès le début de la révolution socialiste, contribuent au dépérissement de l'Etat. Les conseils sont en même temps le garant de la montée du communisme dans le processus révolutionnaire. Le conseilliste Anton Pannekoek (1873-1960) considère que ce qui doit organiser la révolution sous la dictature révolutionnaire du prolétariat sont les conseils ouvriers :
« L'organisation conseilliste incarne la dictature du prolétariat. Il y a plus d'un demi-siècle, Marx et Engels ont expliqué comment la révolution sociale devait amener la dictature du prolétariat et comment cette nouvelle expression politique était indispensable à l'introduction de changements nécessaires dans la société. Les socialistes qui ne pensent qu'en termes de représentation parlementaire, ont cherché à excuser ou à critiquer cette infraction à la démocratie et l'injustice qui consiste selon eux à refuser le droit de vote à certaines personnes sous prétexte qu'elles appartiennent à des classes différentes. Nous pouvons voir aujourd'hui comment le processus de la lutte de classes engendre naturellement les organes de cette dictature : les soviets [donc les conseils]. »
Le conseilliste Anton Pannekoek dit également ceci : « La véritable organisation dont ont besoin les ouvriers dans le processus révolutionnaire est une organisation dans laquelle chacun participe, corps et âme, dans l'action comme dans la direction, dans laquelle chacun pense, décide et agit en mobilisant toutes ses facultés – un bloc uni de personnes pleinement responsables. Les dirigeants professionnels n'ont pas place dans une telle organisation. Bien entendu, il faudra obéir : chacun devra se conformer aux décisions qu'il a lui-même contribué à formuler. Mais la totalité du pouvoir se concentrera toujours entre les mains des ouvriers eux-mêmes. [...] La naissance des conseils ouvriers prend place avec la première action de caractère révolutionnaire ; leur importance et leurs fonctions croissent à mesure que se développe la révolution. »
Les travailleurs devaient, selon Marx, autogérer leurs luttes. C’est un thème constant qui affleure, à intervalles, dans ses écrits et dans ses actes. Qu’on en juge par ces brefs rappels : en 1848 dans le Manifeste communiste , «le mouvement prolétarien est le mouvement autonome de l’immense majorité » ; en 1864, «l’émancipation de la classe ouvrière doit être l’œuvre des travailleurs eux-mêmes » ; en 1866 dans les Statuts de l’Association internationale des travailleurs « l’œuvre de l’Association internationale est de généraliser et d’unifier les mouvements spontanés de la classe ouvrière, mais non de leur prescrire ou de leur imposer un système doctrinaire quel qu’il soit » ; en 1868 « l’Association internationale des travailleurs (...) n’est fille ni d’une secte ni d’une théorie. Elle est le produit spontané du mouvement prolétaire ». En 1871, après la Commune de Paris, Marx dit ceci « ce serait méconnaître complètement la nature de l’Internationale que de parler d’instructions secrètes venant de Londres (...) de quelque centre pontifical de domination et d’intrigue (...). De fait, l’Internationale n’est nullement le gouvernement de la classe ouvrière, c’est un lien, ce n’est pas un pouvoir ». Egalement, le 17 septembre 1879, dans une lettre à August Bebel: « En fondant l'Internationale, nous avons lancé en termes clairs son cri de guerre : "L'émancipation de la classe ouvrière sera l'œuvre de la classe ouvrière elle-même". Nous ne pouvons donc pas marcher avec des gens déclarant à cor et à cri que les ouvriers sont trop peu instruits pour pouvoir s'émanciper eux-mêmes et qu'ils doivent être affranchis par en haut, par les philanthropes bourgeois et petits-bourgeois. Si le nouvel organe du parti prend une attitude qui correspond aux idées de ces messieurs, si cette orientation est bourgeoise et non prolétarienne »,.
Si Marx préconise la dictature du prolétariat c’est parce qu’elle ne peut pas être autre chose que la force de la majorité, ce qu'il rappelle dans le Manifeste communiste : « Tous les mouvements du passé ont été le fait de minorités ou ont profité à des minorités. Le mouvement prolétarien est le mouvement autonome de l’immense majorité dans l’intérêt de l’immense majorité ».

#### Après la dictature du prolétariat
Dans la théorie communiste, il y a deux phases à distinguer : la phase socialiste (ou phase inférieure du communisme), et le communisme intégral[précision nécessaire] (phase supérieure du communisme). Dans un premier temps - selon les communistes révolutionnaires[Qui ?], la société garde certains aspects du capitalisme même si la production est socialisée. Toujours selon les communistes[Qui ?], le développement des forces productives en adéquation avec les besoins et la répartition du travail peut rendre l'argent obsolète. La collectivisation des biens de production construit alors une société sans classe, conduit à l'extinction de l'État et la fin de la forme-nation.

## Cas particuliers
- Si vous ne connaissez pas le sujet, laissez ce bandeau (vous pouvez alors contacter les auteurs).
- Si vous supprimez le contenu mis en cause (vous pouvez préalablement contacter les auteurs),

argumentez précisément cette suppression dans la page de discussion
(un manque de référence n'est pas un argument ; une recherche réelle de référence doit avoir été effectuée, être formellement documentée).

### La révolution est-elle nécessaire?

Le drapeau rouge, utilisé comme symbole du mouvement ouvrier à partir du XIXe siècle et repris par les mouvements socialistes, puis communistes.

Karl Marx et Friedrich Engels avaient évoqué la possibilité pour l'Angleterre d'un passage au communisme sans révolution - au sens d'une rupture violente avec le régime en place - à une époque où il ne disposait que d'un « appareil d’État répressif » très peu développé. Les voies et moyens du passage à la dictature du prolétariat, gérée par la majorité du prolétariat, seront variables selon les circonstances ; la violence, sera souvent nécessaire mais pas toujours. Dans son discours du 8 septembre 1872 aux ouvriers d’Amsterdam, Marx supposait que « l’Amérique et l’Angleterre (pouvaient) arriver au socialisme par des moyens pacifiques ».
Autrement, dans Principes du communisme (1847), Engels écrit :
« La suppression de la propriété privée est-elle possible par la voie pacifique ? Il serait souhaitable qu'il pût en être ainsi, et les communistes seraient certainement les derniers à s'en plaindre. Les communistes savent trop bien que toutes les conspirations sont, non seulement inutiles, mais même nuisibles. Ils savent trop bien que les révolutions ne se font pas arbitrairement et par décret, mais qu'elles furent partout et toujours la conséquence nécessaire de circonstances absolument indépendantes de la volonté et de la direction de partis déterminés et de classes entières. Mais ils voient également que le développement du prolétariat se heurte dans presque tous les pays civilisés à une répression brutale, et qu'ainsi les adversaires des communistes travaillent eux-mêmes de toutes leurs forces pour la révolution. Si tout cela pousse finalement le prolétariat opprimé à la révolution, nous, communistes, nous défendrons alors par l'action, aussi fermement que nous le faisons maintenant par la parole, la cause des prolétaires. »

### D'une société féodale, semi-féodale ou «pré-capitaliste» au communisme?
Marx avait évoqué à propos des communes paysannes russes l'éventualité de leur passage direct au communisme, si elles étaient englobées dans une révolution communiste avant que le développement capitaliste les ait dissoutes.
Dans ses premières années, l'Internationale communiste a une conception et une pratique très proche de la « révolution permanente » de Trotsky[réf. nécessaire]. Si elle prend note du retard économiques des « pays arriérés », elle y défend que même des tâches « petite-bourgeoises » comme la réforme agraire peuvent être réalisées sans s'en remettre aux nationalistes, et que « les masses des pays arriérés, conduites par le prolétariat conscient des pays capitalistes développés, arriveront au communisme sans passer par les différents stades du développement capitaliste. »
Le programme de 1928 de l'Internationale communiste évoque la possibilité que des pays où le capitalisme n'existe pas ou quasiment pas, d'un passage direct au communisme à condition d'une aide des autres pays où le prolétariat a vaincu.

## Révolutions communistes à travers l'histoire
Révolutions ou tentatives de soulèvements impliquant des partis communistes : 
- La révolution d'Octobre, en 1917 lors de la révolution russe, première révolution communiste. Elle a abouti à la victoire des bolcheviks et la création de la Russie soviétique, le prédécesseur de l'Union soviétique. Elle a été prolongée par la guerre civile russe, laquelle s'est soldée par la victoire des bolcheviks et le maintien du régime soviétique.
- La guerre civile finlandaise de 1918 entre les Rouges et les Blancs, se terminant dans la défaite des communistes.
- Durant la révolution allemande de 1918, les épisodes de la révolte spartakiste de Berlin durant laquelle périrent Rosa Luxemburg et Karl Liebknecht et de la république des conseils de Bavière, écrasée par l'armée allemande et les corps francs.
- La création de la république des conseils de Hongrie en 1919, dirigé par Béla Kun, écrasée au bout de cinq mois.
- La révolution mongole de 1921 dirigée par le Parti du peuple mongol qui se solde par la victoire des communistes.
- La collectivisation en Union soviétique, lancée en 1929 et présentée comme un prolongement de la révolution russe.
- La révolution sociale espagnole de 1936 durant la guerre d'Espagne.
- La guerre civile chinoise, se terminant en 1949 par la victoire du Parti communiste chinois dirigé par Mao Zedong, et la création de la République populaire de Chine
- La prise du pouvoir par les partis communistes dans l'essentiel des pays d'Europe de l'Est, débouchant sur la formation du bloc de l'Est. Voir en particulier front yougoslave de la Seconde Guerre mondiale (1941-1945) et coup de Prague (1948).
- La guerre civile grecque en 1946-1949, se soldant par la défaite des communistes grecs.
- L'insurrection communiste en Malaisie en 1948-1960, se soldant par la défaite des communistes malais.
- La guerre d'Indochine, s'achevant en 1954 par la prise du pouvoir par les communistes au Nord Viêt Nam et la partition du Viêt Nam.
- Les épisodes comme le Grand Bond en avant et la révolution culturelle, présentés en Chine comme de nouveaux stades de la révolution.
- La révolution cubaine, se soldant par l'arrivée au pouvoir de Fidel Castro en 1959 et la transformation officielle de Cuba en régime marxiste-léniniste en 1961 ; par extension, toutes les politiques du régime castriste sont présentées par le gouvernement cubain comme relevant de la « révolution »
- La guerre du Viêt Nam, la guerre civile laotienne et la guerre civile cambodgienne, conséquences immédiates du précédent conflit : victoire des communistes dans les trois pays en 1975.
- La guerre d'indépendance de l'Angola et la guerre d'indépendance du Mozambique dans le cadre des guerres coloniales portugaises : aboutissent en 1975 à la prise de pouvoir par les communistes puis, respectivement, à la guerre civile angolaise et à la guerre civile mozambicaine au terme desquelles les communistes restent au pouvoir mais abandonnent leur idéologie.
- La guerre civile cambodgienne de 1967-1975, amenant à la prise du pouvoir par les Khmers rouges
- La révolution de Saur en 1978 : mise en place du régime communiste afghan.
- La prise de pouvoir par les communistes en 1979 à la Grenade